# 개괄적 고의
개괄적 고의(dolus generalis)란 특수한 고의형태를 말하는 것이 아니라, 행위자가 첫 번째의 행위에 의하여 이미 결과가 발생했다고 믿었으나 실제로는 연속된 두 번째의 행위에 의하여 결과가 야기된 사례군을 지칭하는 형법상의 개념이다.

## 판례
- 처 희롱 보복 사건 (대판 1988.6.28, 88도650)

피해자가 피고인들의 살해의 의도로 행한 구타행위에 의하여 직접 사망한 것은 아니라 죄적을 인멸할 목적으로 행한 매장행위에 의하여 사망하게 되었다 하더라도 전과정을 개괄적으로 보면 피해자의 살해라는 처음에 예견된 사실이 결국은 실현된 것으로서 피고인들은 살인죄의 죄책을 면할 수 없다.

## 같이 보기
- 미필적 고의
- 택일적 고의